# Krishanu Dey
Krishanu Dey (en bengalí: কৃশানু দে; Calcuta, Bengala Occidental; 14 de febrero de 1962 – Calcuta, India; 20 de marzo de 2003) fue un futbolista de la India que jugaba en la posición de centrocampista.

## Carrera

### Club
| Periodo   | Club                         |
| --------- | ---------------------------- |
| 1979–1980 | Police AC                    |
| 1980–1982 | Calcutta Port Trust          |
| 1982–1984 | Mohun Bagan AC               |
| 1984–1991 | East Bengal                  |
| 1991–1992 | Mohun Bagan AC               |
| 1992–1994 | East Bengal                  |
| 1995–1997 | Food Corporation of India FC |

### Selección nacional
Debutó con India el 22 de junio de 1984 ante China en la Great Wall Cup, participó en la Copa Asiática 1984, los Juegos Asiáticos de 1986 entre otros torneos. Se retiraría en la clasificación para la Copa Asiática 1992 siendo el capitán de la selección donde anotó siete goles en 34 partidos.

## Vida personal
Vivió en Naktala, un suburbio al sur de Calcuta. Se casaría en Naktala el 8 de febrero de 1988 y el 25 de diciembre de 1990, él y su esposa tuvieron un hijo. Dey muere el 20 de marzo de 2003 por un desorden pulmonar y una falla masiva de órganos en un hospital en Calcuta. Le sobreviven su esposa Sharmila 'Poni' Dey y su hijo Soham Dey, quien es actualmente periodista deportivo para un periódico en Calcuta. Existe una estatua en su honor cerca del Área Patuli Area En Calcuta. La federación india ha apodado a la selección sub-20 en su honor.

## En la cultura popular
Existe una serie web basada en Dey llamada Krishanu Krishanu, la cual fue lanzada el 29 de agosto de 2019 en ZEE5, la cual protagonizan Anirban Chakrabarti, Elena Kazan, Badshah Moitra.

## Logros

### Club
Mohun Bagan
- Federation Cup: 1982
- Copa Durand: 1982, 1984
- IFA Shield: 1982
- Calcutta Football League: 1983, 1984

East Bengal
- Federation Cup: 1985
- IFA Shield: 1984, 1986, 1990, 1991, 1994
- Copa Durand: 1989, 1990, 1991, 1993
- Calcutta Football League: 1985, 1987, 1988, 1989, 1991, 1993
- Copa Rovers: 1990, 1994
- Copa Coca Cola: 1985[19]
- Trofeo Bordoloi: 1992
- All Airlines Gold Cup: 1987, 1988, 1990, 1992
- Darjeeling Gold Cup: 1985
- SSS Trophy: 1989, 1991
- Sait Nagjee Trophy: 1986
- Stafford Cup: 1986

Bengal
- Trofeo Santosh: 1986

### Selección nacional
- South Asian Games: 1985, 1987[20]